# Коффи (фильм)
«Коффи» либо «Крепкий кофеёк» (англ. Coffy) — американский криминальный блэксплотейшн-фильм Джека Хилла 1973 года. Одна из самых известных ролей Пэм Гриер.

## Сюжет
Коффи работает медсестрой в городской больнице. Её брат наркоман, а старшая сестра проститутка. Теперь уже её младшая 11-летняя сестра находится в тяжёлом состоянии из-за наркотиков. Коффи пребывает в ярости. Она решает отомстить людям, которые подсадили на наркотики её сестру. Она притворяется проституткой и заманивает в ловушку дилера и его босса, чтобы убить. Её бывший парень Картер работает в полиции. Однако Коффи не рассчитывает на помощь полиции, считая, что та коррумпирована. В подтверждение её мыслей несколько головорезов прямо на её глазах избивают Картера за то, что тот честный полицейский и отказывается работать на мафию. Коффи решает, что она должна продолжать мстить. Следующие её цели: сутенёр и наркоторговец по имени Король Джордж и мафиозный босс Артуро Витрони.
Коффи притворяется проституткой с Ямайки и устраивается в бордель Короля Джорджа. Одна из проституток, которая считает себя девушкой Короля Джорджа, начинает ревновать, когда видит, что Король проявляет интерес к Коффи. Она затевает конфликт с Коффи, который заканчивается массовой дракой проституток. Свидетелем драки становится мафиозный босс Артуро Витрони. Ему нравится своенравный характер Коффи, и он просит Короля прислать её к нему. Теперь Коффи выпадает шанс остаться один на один с Витрони и убить его, но того в последний момент спасает охранник. Бандиты берут Коффи в плен. Во время допроса Коффи говорит, что убить Витрони её послал Король Джордж. Витрони даёт поручение своим людям убить Короля. Саму Коффи не отпускают, поскольку есть подозрение, что она может быть как-то связана с политиком Говардом Брансвиком. Этот чернокожий политик сейчас работает на мафию, которая пытается протолкнуть его в Конгресс. Коффи и Брансвик действительно знакомы, более того они встречаются. Брансвик по прибытии к Витрони предлагает убить Коффи, раз уж та стала на пути его союза с мафией.
Бандиты и, находящийся с ними в сговоре полицейский, отвозят Коффи в тихое место под мост. Там Коффи удаётся соблазнить одного из своих убийц, а затем ранить его и сбежать. Полицейского же она выводит из строя, бросив в лобовое стекло камень. Коффи достаёт из перевёрнутой полицейской машины ружьё и отправляется в особняк Артуро Витрони. Там она убивает Витрони и нескольких его человек. Далее Коффи направляется в особняк Говарда Брансвика. Он умоляет её о пощаде и Коффи, которая всё ещё любит его, готова простить ему его предательство. Однако неожиданно из спальни появляется некая полуголая белая женщина. В бешенстве Коффи стреляет в Брансвика и покидает дом.

## В ролях
- Пэм Гриер — Коффи
- Букер Брэдшоу — Говард Брансвик
- Роберт Дукуй — Король Джордж
- Уильям Эллиотт — офицер Картер
- Аллан Арбас — Артуро Витрони
- Сид Хэйг — Омар
- Бэрри Кехилл — офицер Макгенри
- Ли де Бру — офицер Ник
- Рубен Морено — Рубен Рамос
- Лиза Фаррингер — Джери
- Кэрол Локателл — Присцилла
- Линда Хэйнс —  Мег
- Джон Перак —  Алива
- Муако Кумбука — Гровер
- Моррис Бьюкэнэн — Шугармен
- Боб Майнор — Стадс

## Саундтрек
Музыку к фильму написал Рой Эйерс. Он же выступил продюсером и аранжировщиком. Саундтрек к фильму был выпущен на Polydor Records в 1973 году и занял 31-е место в джазовом хит-параде.

## Критика
На сайте Rotten Tomatoes рейтинг «свежести» фильма 78 % на основе 23 отзывов со средним рейтингом 6,8 из 10. Тем не менее, во время своего первоначального выхода фильм был неоднозначно воспринят критиками. Роджер Эберт поставил фильму 2 звезды из 4. Он отметил, что это фильм внёс в жанр блэксплотейшн кое-что новенькое. Предыдущие фильмы в жанре были обычно про наркоторговцев и они всегда пренебрежительны к женщинам. Здесь же женщина главный герой и фильм против наркотиков. Эберт похвалил Пэм Гриер сказав, что именно она делает фильм интересным. Гриер похвалили и в журнале Variety. В свою очередь Джин Сискел поставил фильму 0 звёзд из 4. По его мению это «тупой фильм» с «деревянной игрой» от Гриер. В Los Angeles Times отметили работу режиссёра и похвалили игру всех актёров кроме Гриер, которая по мнению издания выглядит неубедительно.
Квентин Тарантино, давний поклонник блэксплотейшн-фильмов, включил «Коффи» в топ-20 своих любимых фильмов. Дань уважения этому жанру он отдал в своём фильме «Джеки Браун» (1997), где главную роль сыграла Пэм Гриер. Там же содержатся отсылки как на «Коффи», так и на «Фокси Браун» (1974), другой фильм с Гриер. Также Тарантино рассказал, что постер к фильму «Коффи» входит в топ его любимых постеров к фильмам.